# Marshall (Missouri)
Marshall település az Amerikai Egyesült Államok Missouri államában, Saline megyében, melynek megyeszékhelye is. Lakosainak száma 13 806 fő (2020. április 1.).

## Népesség
A település népességének változása:

| 2010 | 13 065 |
| 2020 | 13 806 |